# Параскева Римская
Параскева Римская, также Венеранда, Венера, Венерия, Венерина — святая преподобномученица Римская II века. Дни памяти в католицизме — 26 июля, 14 ноября; в православии — 26 июля (8 августа).

## Жизнеописание
В Catalogo Sanctorum, составленном Петром де Наталибусом между 1369 и 1372 годами, святая Параскева упоминается как дева-мученица по имени Венеранда. В Южной Италии ее почитают также под именами Венера и Венерия.
Согласно преданию, Параскева родилась на  Сицилии в Страстную пятницу 100 года. Её родителями были христиане по имени Агафон и Ипполита. Когда родилась дочь, мать хотела назвать её Венера (лат. dies Veneris — пятница), но отец, не желая, чтобы имя дочери было связано с язычеством, изменил его на Венеранда, латинский перевод греческого имени Параскева (дословно «пятница», то есть «приготовление»). Как повествуют Сицилийский Бревиарий и Греческий Менологий, будучи девицей, она посвятила себя Богу, а чтобы лучше подготовиться к будущей религиозной жизни, изучала Священное Писание и жития мучеников. Когда её родители умерли, она десять лет посвятила себя заботе о бедных и больных. Затем, следуя своему призванию, она продала всё своё имущество, раздав вырученные деньги бедным, и начала проповедовать на Сицилии.
По одному из преданий, она отправилась с проповедью в городок Гротте на Сицилии, где поселилась в пещере неподалёку от нынешней улицы Корсо Гарибальди. Она ухаживала за больными. Говорится, что после её посещений оставался аромат роз. Она была похищена и доставлена в город Ачиреале на Сицилии, где её подвергли пыткам. В частности, её бросили в кипящее масло, из которого она вышла ещё более прекрасной. В конце концов её обезглавили. Тело святой было помещено в катакомбах святой Домитиллы.
По другому преданию, она также проповедовала в регионах Италии Калабрии и Кампании и уже собиралась отправиться в Рим, когда ее вызвал император Антонин Пий (по другим сведениям префект Антонио), который решил увести её в Рим. Он попытался понудить её отречься от веры с помощью искушений и предложения о замужестве, а затем и с помощью пыток. Правитель надевал на неё шлем из раскалённого железа, пригвождал к кресту и помещал на её грудь валун. Однако Параскева  осталась невредимой. Тогда правитель поместил её в чашу с кипящими маслом и серой на семь дней, но она и тогда осталась невредима. После этого он спросил святую о той магии, благодаря которой она осталась цела. Когда она предложила правителю приблизиться к котлу, чтобы это увидеть, он отказался. Тогда Параскева взяла в пригоршню немного горящих серы и масла и плеснула ему в лицо, ослепив его. После этого Параскева исцелила Антонина, он освободил её и обратился в христианство.
После этого Параскева обратила к Богу многих на территории Великой Греции, чем привлекла внимание правителя по имени Темио или Теотимо, который также подверг Параскеву пыткам. В частности, она пострадала подобно святой Агате, ей отрезали грудь, однако затем опять была исцелена. Также она усмирила дракона, и Темио также обратился к Богу.
Затем Параскева отправилась в Галлию, где претерпела мучения от префекта Асклепия. Она разрушила молитвой храм Аполлона. Затем её обезглавили. Её тело оставалось чудесным образом нетленным. По другим сведениям, Асклепий привел святую к огромному змею, жившему в пещере, чтобы он пожрал её. Святая Параскева сотворила над змеем крестное знамение, и он тут же издох. Асклипий и горожане, видя такое чудо, уверовали во Христа и отпустили святую. Она продолжала свою проповедь. В городе, где правителем был некто Тарасий, святая Параскева приняла мученическую кончину. После жестоких истязаний ее обезглавили.
Святая Параскева скончалась по одним данным в 143 году, по другим — около 150—180 года.

## Почитание

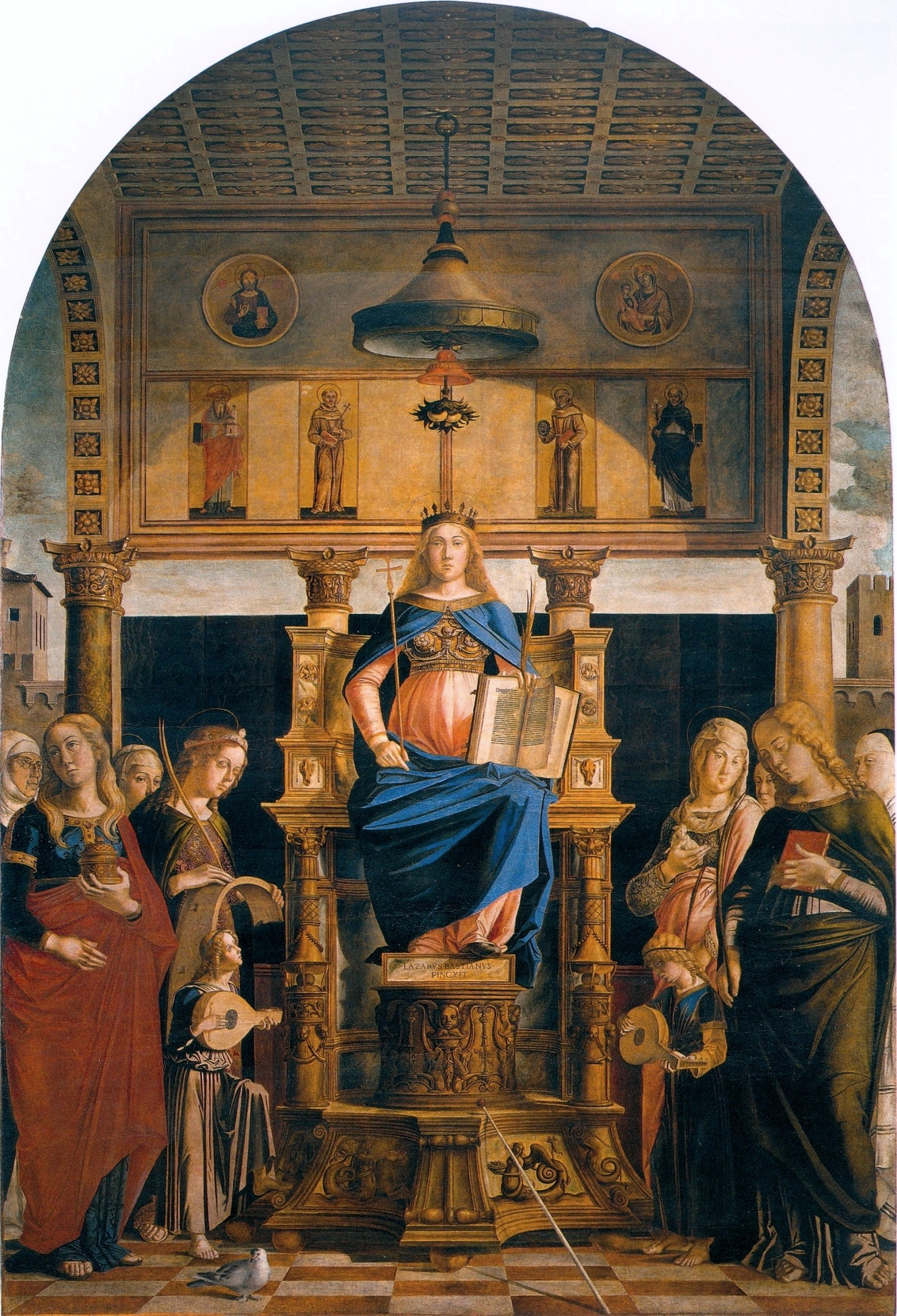
Святая Венеранда на троне. Ладзаро Бастиани, между 1470 и 1475 годами.

После мученической кончины святой Параскевы в Галлии, по преданию христиане перенесли её тело в Асколи-Пичено, где её почитали до IV века. После это священником по имени Антимо её мощи были перенесены в Рим 14 ноября. В конце Средневековья местом пребывания её мощей было объявлено Ачиреале. В начале XVII века в Италии расцвело почитание святой Параскевы, её были перенесены из храма Иисуса и Марии в кафедральный собор Ачиреале. В 1668 году Священная Конгрегация обрядов официально утвердила её почитание.
Записи из Базилики святой Марии из Пулиано в городе Эрколано утверждают, что папа Римский Александр VII даровал мощи святых Венеранды и Максима в XVII веке главе ордена кармелитов в Риме. Они в свою очередь были даны священнику Симону делло Эспирита Санто из кармелитского монастыря в Торре-дель-Греко, что рядом с Эрколано, установившему почитание святой Венеранды в окрестностях Эрколано.
В Эрколано находятся два храма, посвящённых святой Венеранде. На имеющихся в городе её изображениях стоят подписи на греческом «Aghia Paraskebe» (Святая Параскева), что является одним из имен святой Венеранды.
Святая Параскева считается покровительницей мальтийского города Санта-Венера. Отношение святой к этому городу сомнительно.
Существуют сведения, что мощи святой Параскевы были перевезены в Константинополь. В 1922 году часть мощей была перенесена в Афины, где находятся в храме Святой Параскевы.

Сказание о 12 пятницах и суеверное почитание их существует и на Западе. Лицом, олицетворяющим пятницу, является там св. Венера, вполне тожественная нашей Параскеве; её житие представляет много сходных черт с житием Параскевы. К христианскому почитанию пятницы на Западе присоединились языческие воспоминания о пятнице, как о дне, посвящённом в древнем Риме — Венере, в Германии — Фрее (пятница — Freitag).— «Энциклопедический словарь Брокгауза и Ефрона», статья «Пятница».